# منتخب نيوزيلندا لكرة السلة للسيدات
منتخب نيوزيلندا الوطني لكرة السلة للسيدات (بالإنجليزية: New Zealand women's national basketball team)‏ هو ممثل نيوزيلندا الرسمي في المنافسات الدولية في كرة السلة للسيدات.

## تشكيلة المنتخب

### قائمة اللاعبين
```
 ==تشكيلة اللاعبين==
```

توني ريدينغس	       مدرب
1	إيرين نايلير 	   حارس
5	ابي إريسيج 	    دفاع
7	ألي ريلي   	    دفاع
8    الي غرين	        دفاع
3	آنا جرين  	    دفاع
6     كايت تايلور	    دفاع
15	مايكايلا مو 	    دفاع
6	ريبيكا سميث	    دفاع
2	ريا بيرسيفال        دفاع
16	انالي لونغو	        وسط
12	بيتسي هاسيت       وسط
14	كيتي بوين 	    وسط
4	كيتي ديونكان	    وسط
11	كرستي يالوب	    وسط
6    اوليفيا شانسي	    وسط
9	امبر هيرن.      	هجوم
9	جابي ريني.     	هجوم
17	هاناه ويلكنسون	    هجوم
8	جاسمين بيريرا	    هجوم
13	روسي وايت	    هجوم
10	سارة جريجوريوس	هجوم